# Barrio Las Quintas (La Plata)
El Barrio Las Quintas es un barrio ubicado al sudoeste del casco céntrico de la ciudad de La Plata, Provincia de Buenos Aires, Argentina. Es uno de los primeros barrios de la ciudad, a solo 5 km del centro. En la zona existe un núcleo de la etnia qom.

## Población
En 2001 contaba con 8003 habitantes.